# Езоп
Езоп (грч. Αἴσωπος) јесте старогрчки приповедач. Познат је по својим баснама, готово је сигурно легендарна фигура.
У древна времена чињени разни покушаји да се утврди као стварна личност. Тако Херодот у 5. веку пре нове ере пише да је Езоп живео у 6. веку и да је био роб, док га Плутарх у првом веку нове ере описује као саветника Креза, краља Лидије из 6. века. Једна легенда тврди да је дошао из Тракије, док га египатска биографија из првог века ставља на острво Самос, као роб који је од свог господара добио слободу, одакле одлази у Вавилон где ради као одгонетач загонетки код краља Ликурга и коначно среће своју смрт у Делфима.
Верује је да је Езоп заправо био само измишљено име којим су називани аутори бајки чији су главни јунаци звери. Тако је "Езопова басна" постала синоним за басне чија се поента не заснива на самој радњи приче, већ на моралној поуци.
Езоп је опште познат по својим баснама у којима животиње говоре људским језиком, а које су медиј којим се читаоцу или слушаоцу преноси нека морална порука. Како су фабуле неких од басни постојале пре Езопа, неки аутори сматрају да је Езоп био само сакупљач и наратор постојећих басни.

## Живот
Езоп је, наводно, рођен као роб у Тракији, у Грчкој, око 620. године пре нове ере. Обично се описује као веома интелигентан човек ниског раста, чија је оштроумност била непроцењиво благо, али и опасност за своје господаре. Познат је по томе што је, као роб, надмудрио многе своје власнике. Био је продаван неколико пута током свог живота и завршио је у домаћинству филозофа Ксантуса, који га је одвео на грчко острво Самос. Тамо је Езоп користио свој приповедачки дар да кроз низ прича и басни убеди тамошњег краља Креза од Лидије да својим поданицима укине високе порезе. На Самосу је Езоп добио слободу од свог господара и као слободан човек, познат и поштован, он је служио као саветник краљу Крезу, као и Вавилонском краљу Ликургу. Вјерује се да је Езоп умро у Делфима, убијен од стране тамошњих житеља, 564. године пре нове ере. Најчешће се као разлог за овај чин наводи то што је Езоп омаловажавао бога Аполона, заштитника Делфија. Без обзира на узрок, како прича каже, неколико огорчених грађана подметнуло је свету Аполонову реликвију међу Езопове ствари и то искористило као доказ да осуди Езопа на смрт. У знак одмазде за ово убиство, Делфи је био погођен низом природних катастрофа, као и нападима од стране Грчке и Вавилона. Да би се искупили за овај злочин, каже легенда, становници Делфија саградили су храм у част Езопа.

### Књига о Езоповом животу
Иако је стварни Езопов живот непознат (укључујући и сумњу да је уопште и постојао), ипак постоји један опис у древном спису „Живот Езопа”, који у својој најранијој верзији носи наслов „Књига Ксантуса, филозофа и његовог роба Езопа”. У складу са овим животописом, Езоп је рођен као ружни ниеми роб, али је добио моћ да говори и бави се бајкама у замену за своју великодушност једном од слугу богиње Изиде. Након што је стекао дар приповедања, потрудио се да стигне до Самоса, где је постао роб филозофа званог Ксантус. Током препричавања Езоповог живота са Ксантусом, древни спис описује Езопа у серији узбудљивих авантура, духовитих бајки и опсцених епизода које показују, изнад свега, да он може надмудрити и надмашити филозофа који га посједује.

## Езопове басне
Езопове басне су литература обичног човека — насупрот хероици и аристократизму Хомерових епова. Ове басне су део традиционалне народне мудрости пренашане усмено, са генерације на генерацију. Езопове басне одражавају гледишта одраслих људи, често су сатиричне и никад сентименталне. Служећи се ликовима и особинама животиња, Езоп је кроз своје басне извргао руглу недостојне владаре и силнике, исмејао глупост и похлепу, лењост и немар, бахатост и злобу.
Езоп је тако једном приликом испричао Атињанима своју басну "Жабе које су тражиле да имају краља" када су Атињани изразили незадовољство владавином њиховог владара. У овој басни су жабе, из досаде, тражиле од Зевса да им да краља. Зевс је, у бару где су живеле жабе, бацио кладу. Такав потпуно неактивни краљ није био по вољи жабама, па су од Зевса тражиле новог краља. Зевс им је дао змију која их је ловила и јела. Порука басне је била: боље је не имати владара него имати окрутног владара. Обрада ове басне, као и многих других Езопових басни, среће се код Крилова.
Прва збирка Езопових басни, за коју се уопште зна, била је она коју је још у 4. веку п. н. е. публиковао Деметрије Фалеронски и која је изгубљена у 9. веку н. е. Једну збирку басни која се заснива на Езоповим баснама је публиковао Федар у античком Риму у 1. веку н. е.
Француски песник Ла Фонтен је прерадио многе од Езопових басана, узетих из Федарове збирке. На српски језик Езопове басне први је превео Доситеј Обрадовић.
Езопове басне се приповедају широм земаљске кугле и имају неоспорно трајну литерарну вредност.
Најпознатије басне су:
- Вук у јагњећој кожи
- Лисица и гавран
- Лав и миш
- Жаба и во
- Лисица и грожђе
- Зец и корњача
- Мрав и цврчак
- Дечак који је викао вук